# Pierre Puget

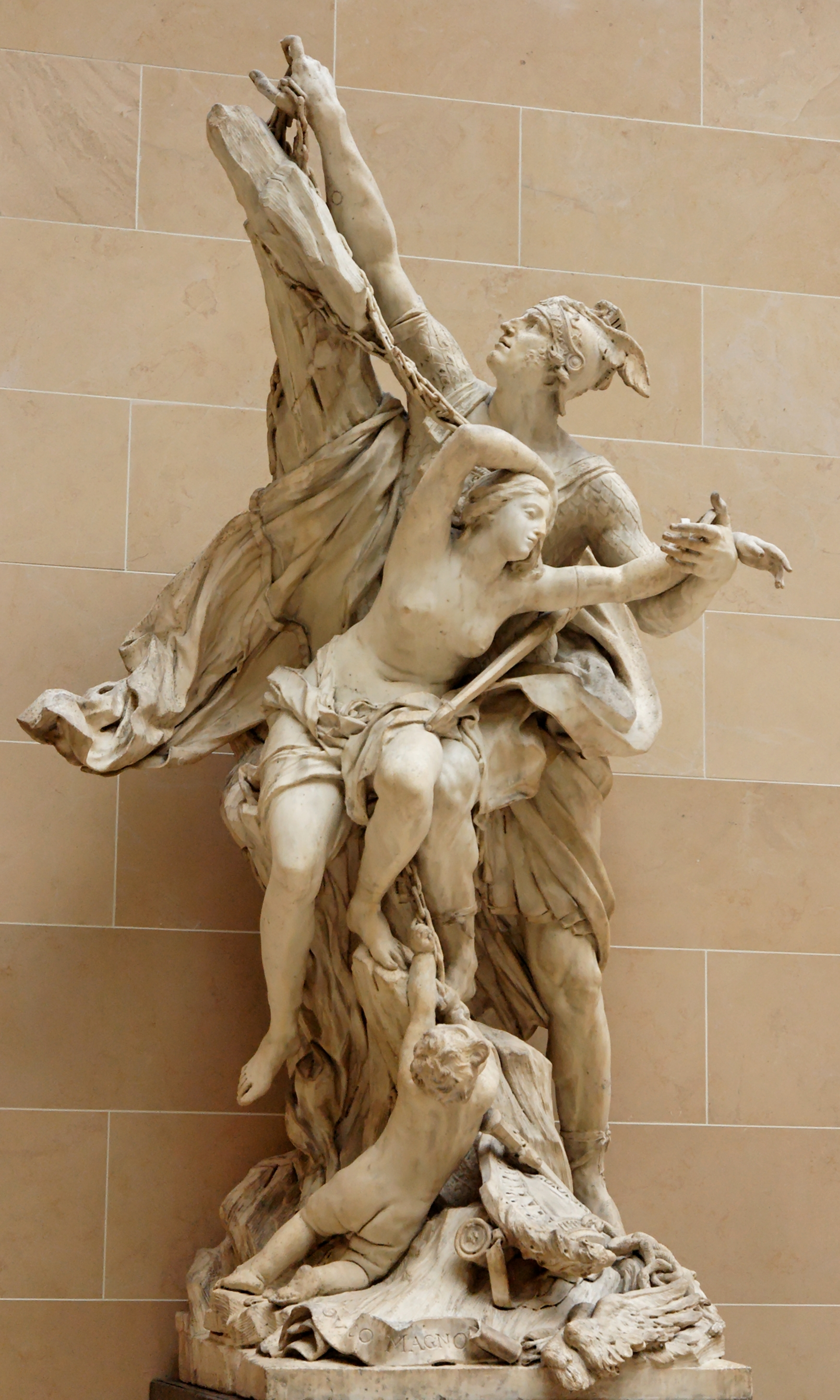
Pierre Puget – ”Perseus och Andromeda” (1684). Louvren, Paris.

Pierre Puget, född 31 oktober 1622 i närheten av Marseille, död 2 december 1694 i Marseille, var en fransk målare, skulptör och arkitekt.
Puget arbetade i en kraftfull och dynamisk barockstil. Detta gjorde honom i princip oacceptabel vid det franska hovet, där en mera återhållsam och klassicerande stil beundrades.